# Loorents Hertsi
Loorents Hertsi (Helsinki, 13 novembre 1992) è un calciatore finlandese, centrocampista o ala svincolato.

## Palmarès

### Club

#### Competizioni nazionali
- Ykkönen: 2

Lahti: 2011
AC Oulu: 2020
- Coppa di Lega finlandese: 1

Lahti: 2013